# The Transplants
The Transplants är en amerikansk punkgrupp bestående av Tim Armstrong (Rancid, Operation Ivy m.m.), Rob "Skinhead Rob" Aston och Travis Barker (blink-182). Gruppen bildades 1999 och släppte sitt första självbetitlade album 2002. Uppföljaren, Haunted Cities, kom 2005. Musiken är en experimentell mix av punk, hiphop och electronica.

## Medlemmar
Ordinarie medlemmar
- Tim Armstrong - sologitarr, sång, keyboard, synthesizer (1999-idag)
- Rob "Skinhead Rob" Aston - sång (1999-idag)
- Travis Barker - trummor, slagverk (2002-idag)
- Kevin Bivona - keyboard (2005 som turnerande medlem), basgitarr (2011-idag)

Turnerande medlemmar
- Elvis Cortez - rytmgitarr (2011-idag)
- Dave Carlock - keyboard, sampler (2003)
- Craig Fairbaugh - rytmgitarr (2003-2005)
- Matt Freeman - basgitarr (2003-2005)
- DJ Pone (Travis Rimando) - turntable (2003-2005)

## Diskografi
Studioalbum
- Transplants (2002)
- Haunted Cities (2005)
- In a Warzone (2013)

Singlar
- California Babylon (2002)
- Diamonds and Guns (2003)
- DJ, DJ (2003)
- Gangsters & Thugs (2005)
- 1,2,3,4,5,6,7 (2005)